# Ángel Stanich
Ángel Estanislao Sánchez Durán, mieux connu sous le nom de scène Ángel Stanich, est un compositeur espagnol.

## Biographie
Ángel Estanislao Sánchez Durán naît en 1987 à Santander, étudie à Valladolid, où il rencontre Javier Vielba (Arizona Baby / Corizonas) à l'Open Mic Pucela, qui produit son premier album Camino Ácido en 2014. Cette sortie d'album obtient rapidement une importante répercussion médiatique, devenant l'une des recommandations régulières des radios musicales, concernant les nouveaux artistes de la scène rock indépendant. Il apparaît dans des programmes télévisés tels que Atención obras (émission présentée par Cayetana Guillén Cuervo), ou Los Conciertos de Radio 3 (Entreacústicos, avec Sidonie), sur La 2 de Televisión Española.
Il fait également l'objet de nombreux articles dans des magazines spécialisés tels que Rolling Stone,.
En avril 2014, il sort un EP avec quatre de ses chansons enregistrées en live acoustique Disparar a un hombre en Reno, et en novembre de la même année le single Jesús Levitante.
En février 2015 voit le jour sa prochaine œuvre musicale, l'EP Cuatro truenos cayeron, qui contient deux titres inédits Carbura! et Mojo, qui est présenté dans une Sala Joy Eslava pleine à Madrid. En juin 2017, il annonce la sortie d'un nouvel EP Siboney, ainsi que le vidéoclip du premier single.

## Discographie
- 2014 : Camino ácido
- 2014 : Disparar a un hombre en Reno (EP acoustique live)
- 2015 : Cuatro truenos cayeron (EP)
- 2017 : Siboney (EP)
- 2017 : Antigua y Barbuda
- 2018 : Máquina
- 2021 : Una visión global bastante aproximada (EP)
- 2021 : Polvo de Battiato